# Нидерхюниген
Нидерхюниген (нем. Niederhünigen) — коммуна в Швейцарии, в кантоне Берн.
Входит в состав округа Конольфинген. Население составляет 652 человека (на 31 декабря 2006 года). Официальный код — 0617.